# Terremoto de Cabo Haitiano de 1842
El terremoto de Cabo Haitiano de 1842 ocurrió a las 17:00 hora local del 7 de mayo de 1842. Tuvo una magnitud estimada de 8,1 y provocó un tsunami destructivo. Afectó gravemente la costa norte de Haití y parte de lo que ahora es República Dominicana. Port-de-Paix sufrió los mayores daños tanto por el terremoto como por el tsunami. Aproximadamente 5.000 personas murieron por los efectos de la sacudida del terremoto y otras 300 por el tsunami.

## Entorno tectónico
La isla de Hispaniola se encuentra a través del complejo límite de placa transformante entre la placa de América del Norte y la placa del Caribe. El desplazamiento total de 4 centímetros por año a lo largo de este límite se divide casi por igual entre dos zonas principales de deslizamiento de rumbo dextral a ambos lados de la microplaca Gonâve. Al sur se encuentra la zona de falla de Enriquillo-Plantain Garden, que se extiende desde Jamaica en el oeste hasta el sureste de Hispaniola en el este. En el norte, la zona de falla es la zona de falla Septentrional-Oriente que pasa a lo largo del margen sur de Cuba y a lo largo de la parte norte de La Española. Ambas zonas de fallas se han asociado con varios terremotos históricos importantes.

## Terremoto
El terremoto se sintió en una amplia zona, incluyendo el sur de Cuba, Jamaica, Puerto Rico y las Antillas. La intensidad estimada alcanzó el IX en la escala de intensidad de Mercalli a lo largo de la costa norte desde Cabo Haitiano hasta Santiago de los Caballeros.
El terremoto parece haber sido causado por el movimiento de la Falla Septentrional, extendiéndose la ruptura desde el valle del Cibao en la actual República Dominicana, a lo largo de toda la costa norte de Haití.

## Tsunami
El tsunami afectó la costa norte de Haití y la actual República Dominicana. La altura más alta fue de 4,6 metros y se observó en Port-de-Paix, con subidas de 2 metros a lo largo de gran parte de la costa norte. En Saint John, en las Islas Vírgenes de los Estados Unidos, la altura fue de 3,1 metros.

## Daños
La región que sufrió los mayores daños fue la zona norte del Cabo, aunque hubo daños importantes en la costa norte hasta Santiago de los Caballeros. Las ciudades de Cabo Haitiano, Port-de-Paix, Môle-Saint-Nicolas y Fuerte Libertad también se vieron gravemente afectadas. El Palacio Sans-Souci de Henri Christophe sufrió graves daños y nunca fue reconstruido.
En Port-de-Paix, el mar retrocedió 60 m, antes de regresar e inundar la ciudad con 5 metros de agua, matando entre 200 y 300 habitantes. El efecto del tsunami en Môle-Saint-Nicolas fue catastrófico, dejando casi nada de la ciudad en pie.

## Secuelas
A pesar de la devastación causada por el terremoto, el presidente Jean Pierre Boyer no visitó las zonas afectadas y esto provocó un aumento de la oposición a su gobierno. El caos también permitió que grupos aliados de Juan Pablo Duarte se vincularan con otros opuestos a Boyer.

## Amenaza sísmica futura
Los resultados de la excavación de zanjas a través de la Falla Septentrional en el valle del Ciabo han identificado grandes terremotos, de carácter similar al de 1842, alrededor de 1230 y otro evento histórico en 1562. Asumiendo que estos terremotos fueron causados por desplazamiento en el mismo segmento de la falla , se indica un intervalo de recurrencia de unos 300 años, similar al propuesto para la falla de Enriquillo en la parte sur de la isla.